# 송옥숙
송옥숙(宋玉淑, 1960년 8월 14일 ~ )은 대한민국의 배우이다. 1973년 영화 《처녀사공》에서 아역으로 데뷔하였고 1980년 MBC 12기 공채 탤런트로 연예계에 입문했다. 1998년 이혼 후 1년 만에 전 남편의 친구인 이종인과 재혼했다. 이종인은 2014년 세월호 침몰 사고 당시에 수색 작업에 투입된 다이빙벨을 개발하였다.

## 학력
- 상명대학교 사범대학 부속여자고등학교 졸업
- 중앙대학교 연극영화학과 학사
- 연세대학교 언론홍보대학원 언론정보학과 언론학 석사

## 연기 활동

### 드라마
- 1980년 MBC 《수사반장》
- 1980년 MBC 《113 수사본부》
- 1980년 MBC 《전원일기》 ... 각종 단역
- 1984년 MBC 《베스트셀러극장 - 낙지같은 여자 이야기》
- 1984년 MBC 주간연속극 《당신》
- 1984년 MBC 《베스트셀러극장 - 무서운 아이》
- 1984년 MBC 《베스트셀러극장 - 사라의 눈물》
- 1985년 MBC 《베스트셀러극장 - 이혼파티》
- 1985년 MBC 《베스트셀러극장 - 바람속의 들꽃》
- 1985년 MBC 광복40주년 특집극 《인간의 벽》
- 1986년 MBC 《베스트셀러극장 - 바람》
- 1991년 KBS2 미니시리즈 《우리는 중산층》 ... 세라 역
- 1992년 SBS 소설극장 《작은 도시》 ... 장 마담 역
- 1993년 KBS2 미니시리즈 《굿모닝 영동》
- 1997년 SBS 주말 특별기획드라마 《아름다운 그녀》 ... 장순자 역
- 1998년 MBC 수목드라마 《대왕의 길》 ... 숙의 문씨 처소 하상궁 역
- 1998년 MBC 아침드라마 《사랑을 위하여》
- 1999년 KBS2 미니시리즈 《마법의 성》 ... 춘자 역
- 2002년 KBS2 미니시리즈 《겨울 연가》 ... 준상 모 역
- 2002년 KBS2 특별기획드라마 《태양인 이제마》 ... 공씨 역
- 2002년 SBS 주말 특별기획 《유리구두》 ... 오산댁 역
- 2002년 MBC 추석특집극 《부엌데기》 ... 황산댁 역
- 2003년 MBC 수목 미니시리즈 《내 인생의 콩깍지》 ... 김현자 역
- 2003년 KBS2 단막극 《드라마시티 - 윌리엄을 위하여》 ... 선자 역
- 2003년 SBS 주말 특별기획 《첫사랑》 ... 희수 모 역
- 2004년 KBS2 단막극 《드라마시티 - 벚꽃 며느리》 ... 점례 역
- 2004년 KBS2 추석특집극 《형》 ... 이애란 역
- 2005년 KBS2 단막극 《드라마시티 - 여우야 여우야》 ... 오수희 역
- 2005년 MBC 주말 특별기획드라마 《제5공화국》 ... 김옥숙 역
- 2005년 SBS 광복 50주년 특별기획드라마 《패션 70's》 ... 고준희 생모 역
- 2005년 SBS 주말 특별기획드라마 《온리 유》 ... 박미정 역
- 2005년 MBC 단막극 《MBC 베스트극장 - 낙조 속에서 울다》 ... 형국 모 역
- 2005년 SBS 드라마 스페셜 《사랑은 기적이 필요해》 ... 박순애 역
- 2005년 KBS1 TV소설 《고향역》 ... 순덕 역
- 2006년 KBS2 미니시리즈 《안녕하세요 하느님》 ... 봉평댁 역
- 2006년 SBS 금요드라마 《어느날 갑자기》 ... 김소희 역
- 2006년 SBS 금요드라마 《내 사랑 못난이》 ... 최정민 역
- 2006년 MBC 창사 45주년 특별기획드라마 《주몽》 ... 비금선 역
- 2006년 MBC 주말연속극 《누나》 ... 수아 모 역
- 2007년 SBS 드라마 스페셜 《마녀유희》 ... 복주 역
- 2007년 SBS 금요드라마 《날아오르다》 ... 이성희 역
- 2007년 KBS1 TV소설 《아름다운 시절》 ... 강순애 역
- 2007년 KBS2 월화 미니시리즈 《못된 사랑》 ... 이진숙 역
- 2007년 KBSN 설특집TV영화 《사랑은 쉬지 않는다》
- 2008년 MBC 주말연속극 《천하일색 박정금》 ... 차광순 역
- 2008년 SBS 금요드라마 《우리집에 왜왔니》 ... 강재 모 역
- 2008년 OCN 미니시리즈 《과거를 묻지 마세요》
- 2008년 KBS2 납량특집드라마 《전설의 고향 - 사진검의 저주》 ... 국무 역
- 2008년 MBC 수목 미니시리즈 《베토벤 바이러스》 ... 정희연 역
- 2008년 SBS 아침연속극 《순결한 당신》 ... 김희숙 역
- 2009년 SBS 주말극장 《사랑은 아무나 하나》 ... 금란의 시모, 김 전무 역
- 2009년 MBC 창사 48주년 특별기획드라마 《선덕여왕》 ... 서리 역
- 2009년 SBS 주말 특별기획 《그대, 웃어요》 ... 백금자 역
- 2010년 MBC 월화 미니시리즈 《파스타》 ... 서유경 모 역
- 2010년 MBC 일일시트콤 《볼수록 애교만점》 ... 송옥숙 역
- 2010년 SBS 드라마 스페셜 《대물》 ... 민 여사 역
- 2011년 KBS2 월화 미니시리즈 《가시나무새》 ... 김계순 역
- 2011년 SBS 일일연속극 《당신이 잠든 사이》 ... 나필분 역
- 2011년 SBS 대기획 《뿌리깊은 나무》 ... 도담댁 역
- 2011년 KBS2 월화 미니시리즈 《브레인》 ... 김순임 역
- 2011년 MBN 미니시리즈 《왓츠업》 ... 장재헌 모 역
- 2012년 SBS 드라마 스페셜 《옥탑방 왕세자》 ... 공만옥 역
- 2012년 KBS2 수목 특별기획드라마 《각시탈》 ... 한씨 역
- 2012년 SBS 아침연속극 《너라서 좋아》 ... 마주희 역
- 2012년 KBS2 주말연속극 《내 딸 서영이》 ... 김강순 역
- 2012년 MBC 미니시리즈 《보고싶다》 ... 김명희 역
- 2013년 SBS 일일연속극 《못난이 주의보》 ... 방정자 역
- 2013년 MBC 대하드라마 《불의 여신 정이》 ... 천 행수 역
- 2013년 SBS 시네드라마 《낯선 사람》 ... 영호 모 역 (특별출연)
- 2014년 KBS2 월화드라마 《빅맨》 ... 홍달숙 역
- 2014년 SBS 일일연속극 《사랑만 할래》 ... 오말숙 역
- 2014년 MBC 수목드라마 《운명처럼 널 사랑해》 ... 김미영의 친모 역
- 2014년 MBC 단막극 《드라마 페스티벌 - 내 인생의 혹》 ... 여옥 역
- 2014년~2015년 SBS 월화드라마 《펀치》 ... 정환 모 역
- 2015년 KBS2 주말연속극 《파랑새의 집》 ... 오민자 역
- 2015년 MBC 주말 특별기획 《여왕의 꽃》 ... 구양순 역
- 2015년 MBC 수목드라마 《맨도롱 또똣》
- 2016년 KBS2 주말연속극 《아이가 다섯》 ... 박옥순 역
- 2016년 OCN 금토드라마 《38사기동대》 ... 노방실 역
- 2016년 MBC 일일연속극 《행복을 주는 사람》 ... 홍세라 역
- 2017년 MBC 수목드라마 《미씽9》 ... 조희경 역
- 2017년 KBS2 주말드라마 《아버지가 이상해》 ... 오복녀 역
- 2017년 KBS1 일일연속극 《미워도 사랑해》 ... 김행자 역
- 2018년 SBS 주말특별기획 《운명과 분노》 ... 한성숙 역
- 2019년 MBC 월화드라마 《특별근로감독관 조장풍》 ... 최서라 역
- 2019년 tvN 월화드라마 《유령을 잡아라!》 ... 김형자 역
- 2020년 KBS2 수목드라마 《바람피면 죽는다》 ... 염진옥 역
- 2021년 TV조선 토일드라마 《엉클》 ... 신화자 역
- 2022년 MBC 금토드라마 《금수저》 ... 금수저 할머니 역
- 2024년 KBS2 수목드라마 《개소리》 … 송옥숙 역
- 2024년 U+모바일tv 오리지널 드라마 《실버벨이 울리면》 … 박금연 역
- 2025년 Disney+ 오리지널 드라마 《트리거》 ... 허금란 역
- 2025년 JTBC 토일드라마 《협상의 기술》 … 오순영의 어머니 역
- 2025년 KBS2TV 주말드라마 《화려한 날들》

### 영화
- 1973년 《처녀사공》
- 1985년 《에미》 ... 영희 역
- 1986년 《단》
- 1986년 《영웅연가》
- 1990년 《나는 날마다 일어선다》 ... 숙희 역
- 1990년 《오세암》
- 1992년 《걸어서 하늘까지》
- 1995년 《개 같은 날의 오후》 ... 영희 엄마 역
- 1996년 《학생부군신위》 ... 고 마담 역
- 1996년 《그들만의 세상》 ... 엄마 역
- 1997년 《스카이 닥터》 ... 나 여사 역
- 1998년 《아름다운 시절》 ... 홍연 모 역
- 1999년 《내 마음의 풍금》 ... 여주댁 역
- 2000년 《하면 된다》 ... 원정림 역
- 2001년 《썸머타임》 ... 기옥 역
- 2001년 《아이 러브 유》 ... 현수 모 역
- 2001년 《엽기적인 그녀》 ... 견우 모 역
- 2001년 《라이방》 ... 봉녀 역
- 2003년 《대한민국 헌법 제1조》 ... 봉춘댁 역
- 2003년 《하늘 정원》 ... 문혜숙 역
- 2003년 《은장도》 ... 민서 모 역
- 2010년 《반가운 살인자》 ... 정민 모 역
- 2010년 《그랑프리》 ... 주희 모 역
- 2016년 《엽기적인 그녀 2》 ... 견우 모 역
- 2017년 《가을 우체국》 ... 임옥수 역
- 2018년 《다이빙벨 그후》 ... 나레이터

## 방송
- 1984년 MBC 《차인태의 출발 새아침》 - 리포터
- 1985년 MBC 《대결 유쾌한 스튜디오》
- 1985년 MBC 《쇼 목요일에 만납시다》
- 1985년 MBC 《토요일 토요일은 즐거워》
- 1989년 KBS 《생방송 전국은 지금》 - 태평양은 지금 시리즈 해외통신원
- 2002년 KBS 《가족오락관》 - 게스트
- 2009년 MBC 《휴먼다큐 사랑 - 네 번째 엄마》 - 출연, 내레이션

## 연극
- 2004년 《갈매기》
- 2010년 《세상에서 가장 아름다운 이별》

## 광고
- 2001년 남양유업 밸런스3 (서수남, 류승범, 강래연과 함께 출연)

## 기타 경력
- 2008.05 제26회 전국연극제 홍보대사
- 2005.02~ 현재 동아방송예술대학교 방송연예계열 교수
- 1989 보석 및 기념품 판매체인 레인보 캐슬 운영

## 수상
- 1995년 제16회 청룡영화상 여우조연상
- 2005년 SBS 연기대상 조연상
- 2008년 MBC 연기대상 중견배우부문 황금연기상
- 2010년 MBC 방송연예대상 코미디/시트콤부문 최우수상
- 2011년 SBS 연기대상 드라마스페셜 여자 특별연기상
- 2017년 MBC 연기대상 연속극 황금 연기상